# Judd Apatow
Judd Mann Apatow (Syosset, 6 dicembre 1967) è uno sceneggiatore, regista, comico, cabarettista, produttore televisivo, produttore cinematografico, conduttore radiofonico, commediografo e attore statunitense.

## Biografia
Judd Apatow nasce a Flushing, New York, da una famiglia ebrea, e cresce a Syosset, New York. Suo padre, Maury Apatow, è stato un operatore immobiliare, e la madre, Tami (Shad), ha lavorato in un comedy club a Southampton. Apatow ha un fratello maggiore, Robert, e una sorella minore, Mia; il suo nonno materno è il produttore discografico Bob Shad. Quando Apatow ha dodici anni, i suoi genitori divorziano. Robert va a vivere con i suoi nonni materni e Mia va a vivere con la madre. Da bambino Apatow vive soprattutto con suo padre e visita la madre nel fine settimana.
Il senso dell'umorismo di Apatow gli fa conoscere molti amici durante la sua adolescenza; ossessionato dalla commedia, il suo eroe adolescenziale è Steve Martin. Apatow inizia a fare il comico mentre frequenta la Syosset High School, dove tiene un programma chiamato Club Comedy sulla stazione radio della scuola. Si affida ai contatti della madre presso il comedy club per avere accesso ai commedianti; durante questo periodo riesce a fare intervenire, al programma, Steve Allen, Howard Stern, Harold Ramis, John Candy, insieme agli allora sconosciuti Jerry Seinfeld, Steven Wright e Garry Shandling.
Verso l'inizio degli anni novanta è il creatore e sceneggiatore del The Ben Stiller Show, la serie viene sospesa dopo una dozzina di episodi ma ciò nonostante ha modo di farsi conoscere. Negli anni seguenti crea altre serie che hanno avuto un discreto successo negli Stati Uniti (mai esportate in Italia) come The Larry Sanders Show, Freaks and Geeks e Undeclared. Debutta come sceneggiatore cinematografico nel 1995 nel film Pesi massimi.
Ha scritto il soggetto di Prima o poi me lo sposo ed è sua la sceneggiatura di Dick & Jane - Operazione furto. Apatow è molto attivo anche nella produzione, infatti ha prodotto pellicole come Oltre il ponte, Il rompiscatole, Anchorman - La leggenda di Ron Burgundy e Su×bad - Tre menti sopra il pelo.
Debutta alla regia nel 2005 con la divertente commedia 40 anni vergine che vede come protagonista Steve Carell, mentre nel 2007 dirige Molto incinta con Seth Rogen, con cui aveva già lavorato nel film precedente e nella serie Freaks and Geeks.

### Vita privata

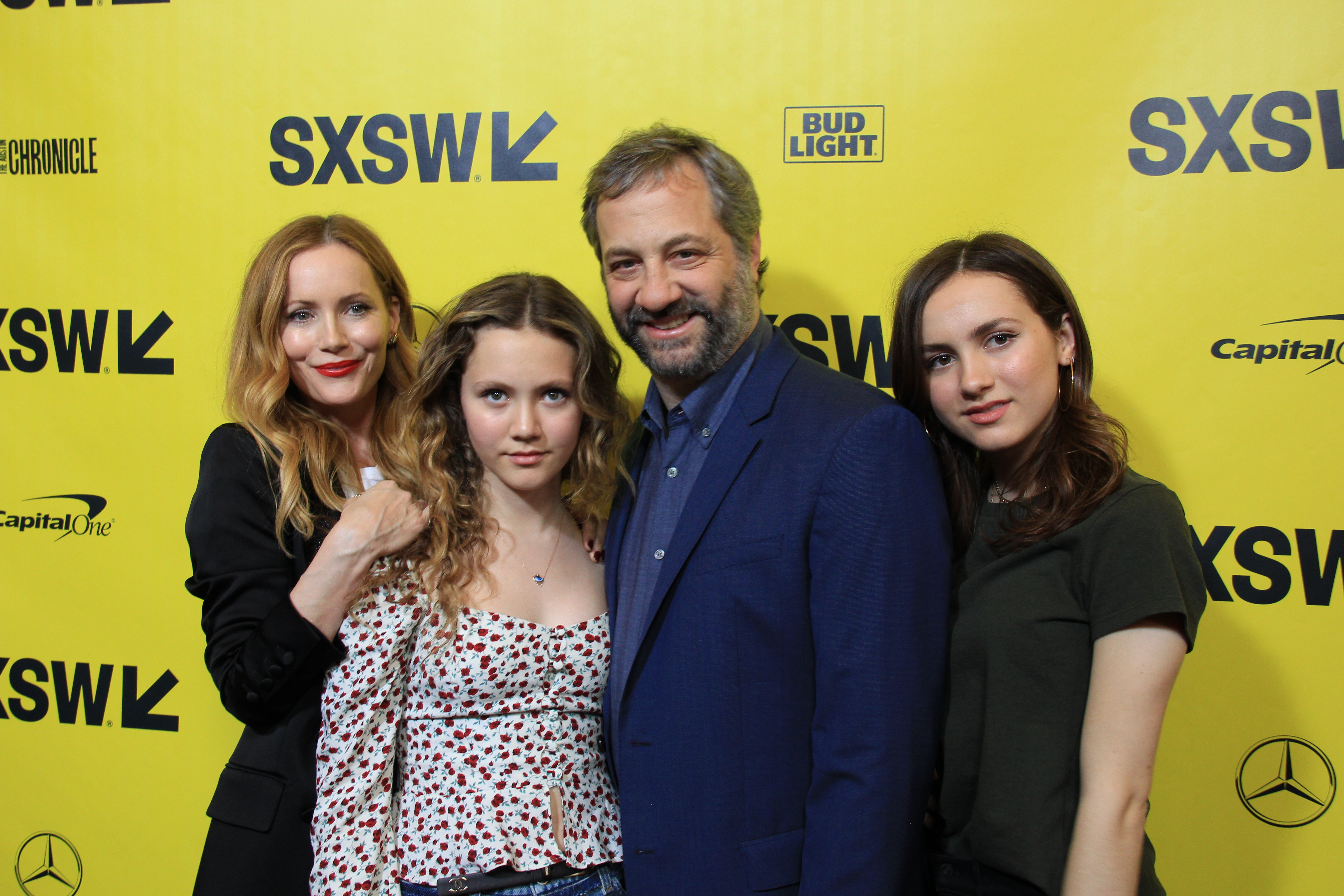
Judd Apatow assieme alla moglie e alle figlie

È sposato con l'attrice Leslie Mann e ha due figlie, Iris e Maude.

## Filmografia

### Regista
- 40 anni vergine (The 40 Year Old Virgin) (2005)
- Molto incinta (Knocked Up) (2007)
- Funny People (2009)
- Questi sono i 40 (This Is 40) (2012)
- Un disastro di ragazza (Trainwreck) (2015)
- Il re di Staten Island (The King of Staten Island) (2020)
- Nella bolla (The Bubble) (2022)

### Sceneggiatore
- The Ben Stiller Show – serie TV, 13 episodi (1992-1993)
- The Larry Sanders Show – serie TV, 7 episodi (1993-1998)
- Pesi massimi (Heavy Weights, 1995)
- Freaks and Geeks – serie TV, 5 episodi (1999-2000)
- Undeclared – serie TV, 17 episodi (2001-2002)
- 40 anni vergine (The 40 Year Old Virgin, 2005)
- Dick & Jane - Operazione furto (Fun with Dick and Jane, 2005)
- Molto incinta (Knocked Up, 2007)
- Walk Hard - La storia di Dewey Cox (Walk Hard: The Dewey Cox Story, 2007)
- Strafumati (Pineapple Express, 2008)
- Zohan - Tutte le donne vengono al pettine (You Don't Mess with the Zohan, 2008)
- Funny People (2009)
- Questi sono i 40 (This Is 40) (2012)
- Girls – serie TV, 10 episodi (2012-2017)
- Love – serie TV (2016-2018)
- Il re di Staten Island (The King of Staten Island) (2020)
- Nella bolla (The Bubble) (2022)

### Produttore
- Oltre il ponte (Crossing the Bridge, 1992)
- The Ben Stiller Show – serie TV, 13 episodi (1992-1993)
- Pesi massimi (Heavy Weights, 1995)
- The Larry Sanders Show – serie TV, 16 episodi (1993-1998)
- Freaks and Geeks – serie TV, 18 episodi (1999-2000)
- Undeclared – serie TV, 17 episodi (2001-2002)
- Anchorman - La leggenda di Ron Burgundy (Anchorman: The Legend of Ron Burgundy, 2004)
- Derby in famiglia (Kicking & Screaming, 2005)
- 40 anni vergine (The 40 Year Old Virgin, 2005)
- Ricky Bobby - La storia di un uomo che sapeva contare fino a uno (Talladega Nights: The Ballad of Ricky Bobby, 2006)
- Molto incinta (Knocked Up, 2007)
- Su×bad - Tre menti sopra il pelo (Superbad, 2007)
- Walk Hard - La storia di Dewey Cox (Walk Hard: The Dewey Cox Story, 2007)
- Drillbit Taylor - Bodyguard in saldo (Drillbit Taylor, 2008)
- Strafumati (Pineapple Express, 2008)
- Non mi scaricare (Forgetting Sarah Marshall, 2008)
- Fratellastri a 40 anni (Step Brothers, 2008)
- Anno uno (Year One, 2009)
- Funny People (2009)
- In viaggio con una rock star (Get Him to the Greek) (2010)
- Le amiche della sposa (Bridesmaids) (2011)
- Nudi e felici (Wanderlust) (2012)
- The Five-Year Engagement (2012)
- Girls – serie TV (2012-2017)
- Questi sono i 40 (This Is 40) (2012)
- Tutto può cambiare (Begin Again) (2013)
- Love – serie TV (2016-2018)
- The Big Sick - Il matrimonio si può evitare... l'amore no (The Big Sick), regia di Michael Showalter (2017)
- Il re di Staten Island (The King of Staten Island) (2020)
- Bros, regia di Nicholas Stoller (2022)

### Attore
- The Disaster Artist, regia di James Franco (2017) - cameo

### Doppiatore
- Il signore dello zoo (Zookeeper) (2011)